# Polubotkî, Cernihiv
Polubotkî (în ucraineană Полуботки) este un sat în comuna Haleavîn din raionul Cernihiv, regiunea Cernihiv, Ucraina.

## Demografie
Componența lingvistică a localității Polubotkî
     Ucraineană (83,53%)
     Rusă (16,06%)
     Alte limbi (0,4%)
Conform recensământului din 2001, majoritatea populației localității Polubotkî era vorbitoare de ucraineană (83,53%), existând în minoritate și vorbitori de rusă (16,06%).